# 駒村商会のカメラ製品一覧
駒村商会のカメラ製品一覧は駒村商会が自社ブランドで販売したカメラ製品の一覧である。

## 120フィルム使用カメラ

### ホースマンシリーズ
- PC-101（1948年完成） - トプコンホースマンシリーズの原型となるキャビネ判暗箱。
- ホースマン102（1950年完成） - 警察用鑑識用プレスカメラ。
- ホースマン104（1958年完成） - 警察用鑑識用カメラ。東京光学機械（現トプコン）の協力を得て開発された。

トプコンホースマンシリーズに関しては「トプコンのカメラ製品一覧」を参照

### コンバーチブルホースマンシリーズ
- コンバーチブルホースマン（1970年発売）

目測式システムカメラ。ロールフィルムホルダーはグラフロック互換方式を採用しており、バッグ交換により6x4.5。6x6。6x7。6x9など多彩なフォーマットで撮影が可能。
また、フィルムホルダーの代わりにオプションのピントグラスを用いることでピント及び構図の確認が可能。
付属のレンズは
- ホースマン 62mmF5.6 - 4群6枚。最短撮影距離1.0m。アタッチメントはφ43mmねじ込み。

交換レンズは
シュナイダー・クロイツナッハ製
- スーパーアンギュロン47mmF5.6  - 4群8枚。最短撮影距離0.5m。 アタッチメントはφ49mmねじ込み。シュナイダー純正ヘリカル・フォーカシング・マウントと組み合わせた専用ボードで提供された。受注生産品。

### ホースマンSW69シリーズ
- ホースマンSW6x9プロ（2000年発売）

### ホースマンSW612シリーズ
6x12cm判超広角カメラ。
- ホースマンSW612（1995年9月発売）
- ホースマンSW612プロフェッショナル（1998年発売） - ホースマンSW612にプロシフトフレームを装備しライズ/フォール上下各17mm、シフト左右各15mmが可能。

交換レンズは
ローデンシュトック製
- アポグランダゴン35mmF4.5 - 4群8枚。最短撮影距離0.3m。アタッチメントはφ67mmねじ込み。
- アポグランダゴン45mmF4.5 - 4群8枚。最短撮影距離0.4m。アタッチメントはφ67mmねじ込み。
- アポグランダゴン55mmF4.5 - 4群8枚。最短撮影距離0.6m。アタッチメントはφ67mmねじ込み。
- グランダゴンN65mmF4.5 - 4群8枚。最短撮影距離0.7m。アタッチメントはφ58mmねじ込み。
- グランダゴンN90mmF6.8 - 4群6枚。最短撮影距離1.3m。アタッチメントはφ67mmねじ込み。
- アポシロナーS135mmF6.8 - 4群6枚。最短撮影距離3m。アタッチメントはφ49mmねじ込み。

シュナイダー・クロイツナッハ製
- スーパーアンギュロンXL38mmF5.6 - 4群8枚。最短撮影距離0.4m。アタッチメントはφ72mmねじ込み。
- スーパーアンギュロンXL47mmF5.6 - 4群8枚。最短撮影距離0.5m。アタッチメントはφ67mmねじ込み。
- スーパーアンギュロンXL58mmF5.6 - 4群8枚。最短撮影距離0.8m。アタッチメントはφ67mmねじ込み。
- スーパージンマーXL80mmF4.5 - 4群6枚。最短撮影距離1m。アタッチメントはφ67mmねじ込み。

がある。

### ホースマンSW617シリーズ
6x17cm判超広角カメラ。
- ホースマンSW617プロフェッショナル　- ライズ/フォール上下各17mm可能。ホルダー交換により6x12cm判での撮影も可能。

交換レンズは
ローデンシュトック製
- グランダゴンN90mmF6.8 - 4群6枚。最短撮影距離1.1m。アタッチメントはφ67mmねじ込み。
- アポシロナーS180mmF5.6 - 4群6枚。最短撮影距離4.5m。アタッチメントはφ67mmねじ込み。

シュナイダー・クロイツナッハ製
スーパーアンギュロンXL72mmF5.6 - 4群8枚。最短撮影距離0.8m。アタッチメントはφ95mmねじ込み。
- スーパーアンギュロンXL90mmF5.6 - 4群8枚。最短撮影距離1.1m。アタッチメントはφ95mmねじ込み。
- スーパージンマーXL110mmF5.6 - 4群6枚。最短撮影距離1.6m。アタッチメントはφ67mmねじ込み。
- アポジンマー180mmF5.6 - 4群6枚。最短撮影距離4.5m。アタッチメントはφ72mmねじ込み。
- テレクスナー250mmF5.6 - 5群5枚。最短撮影距離8m。アタッチメントはφ82mmねじ込み。

富士フイルム製
- フジノンT400mmF8 - 5群5枚。最短撮影距離22m。アタッチメントはφ67mmねじ込み。

がある。

## シートフィルム使用カメラ

### ホースマンLシリーズ
モノレールカメラ。レンズボードは140×140mm。名称はそれまで一般的だったU型でなくL型の枠を使用したことに由来する。
- ホースマンL45（1978年8月発売） - 4×5in判。
- ホースマンL57（1983年6月発売） - 5×7in判。460-700mmの延長モノレールが装備された。
- ホースマンL810（1983年6月発売） - 8×10in判。460-700mmの延長モノレールが装備された。
- ホースマンL45EM（1983年9月発売） - ホースマンL45に460-700mmの延長モノレールが装備された。

### ホースマンLXシリーズ
モノレールカメラ。レンズボードは140×140mm。ヨーフリーベースティルト、メインフレームドライブ機構を備える。LX-Cはフォーカスコンピューターで被写界深度を表示する機能を搭載している。LXはフォーカスコンピューターを省略したもの。カメラバックと蛇腹を交換することで5×7in判へ、さらに後部L型アームの交換により8×10in判へとフォーマット変更が可能。フロントライズ30mm、フォール30mm、シフト左右各30mm、センターティルト360°、ヨーフリーベースティルト前後各40°、スイング360°。フランジバック標準蛇腹で80-600mm、袋蛇腹で60-280mm、長尺蛇腹で88-810mm。
- ホースマンLX-C45（1989年6月発売） - 4×5in判。
- ホースマンLX-C57（1991年3月発売） - 5×7in判。
- ホースマンLX-C810（1991年3月発売） - 8×10in判。
- ホースマンLX45（1989年6月発売） - 4×5in判。
- ホースマンLX57（1991年3月発売） - 5×7in判。
- ホースマンLX810（1991年3月発売） - 8×10in判。

### ホースマンLSシリーズ
モノレールカメラ。レンズボードは140×140mm。ホースマンLにヨーフリーベースティルト機構などを追加したもの。フロントライズ30mm、フォール30mm、シフト左右各30mm、センターティルト360°、ヨーフリーベースティルト前後各40°、スイング360°。リアライズ30mm、フォール30mm、シフト左右各30mm、センターティルト360°、ヨーフリーベースティルト前後各40°、スイング360°。フランジバック標準蛇腹で80-600mm、袋蛇腹で60-280mm、長尺蛇腹で88-810mm。
- ホースマンLS45（1990年12月発売） - 4×5in判。
- ホースマンLS57（1990年12月発売） - ホースマンLS45を5×7in判に変更したもの。
- ホースマンLS810（1990年12月発売） - ホースマンLS45を8×10in判に変更したもの。

- ホースマンLE45（1997年発売） - 4×5in判。ホースマンLS45の機能を簡略化した普及モデル。

### ホースマン45Hシリーズ
VHシリーズをそのまま大きくしたようなテクニカルカメラ。レンズボードは80×80mm。バックは縦横差替式の国際規格。
- トプコンホースマン45HF（1983年5月発売） - 4×5in判。
- ホースマン45FA（1985年10月発売） - 4×5in判。FAはファインアートの意。フロントライズ28mm、シフト左右各30mm、ティルト前15°後10°、スイング左右各15°。リアティルト前後各10°、スイング左右各11°。ベッドダウン15°。
- ホースマン45HD（1995年9月発売） - 4×5in判。ボディーはラバーで保護されている。フロントはホースマン45FAと同様、リアのあおりは省略されている。

### ホースマンワイドシリーズ
ハンディタイプの広角カメラ。ピントは目測によりヘリコイド。
- ホースマンワイド65（1982年8月発売） - 4×5in判。レンズはスーパートプコール65mmF7。
- ホースマンワイド90（1982年8月発売） - 4×5in判。レンズはスーパートプコール90mmF5.6。

### その他のカメラ
- ウッドマン45（1994年発売） - 4×5in判。朱利桜材の木製暗箱。レンズボードはリンホフ規格。バックは縦横差替式の国際規格。フロントライズ35mm、フォール25mm、シフト左右各10mm、スイング左右各10°、ティルト前20°後30°。リアスイング左右各10°、ティルト前25°後15°。フランジバック45-315mm。

## デジタルカメラ

### ホースマンSWシリーズ
超広角カメラ。
- ホースマンSW-Dプロ（2005年発売）

### ホースマンLDシリーズ
フロントライズ30mm、フォール30mm、シフト左右各30mm、センターティルト360°、ヨーフリーベースティルト前後各40°、スイング360°。リアライズ30mm、フォール30mm、シフト左右各30mm、センターティルト360°、ヨーフリーベースティルト前後各40°、スイング360°。
- ホースマンLD（2005年発売） - ホースマンLXのデジタルバック対応型。
- ホースマンLDプロ（2007年発売） - ホースマンLDに「LDプロスライドアダプター」を装着し高性能デジタルバックを装着できるようにしたもの。